# Urkabustaiz
Urkabustaiz är en kommun i Spanien. Den ligger i Álavaprovinsen i södra delen av den autonoma regionen Baskien i norra delen av landet, 290 km norr om huvudstaden Madrid. Antalet invånare är 1 462 (2024). Arean är 60,85 kvadratkilometer. Urkabustaiz gränsar till Kuartango, Amurrio, Urduña / Orduña och Zuia. 